# Alamo (Texas)
Alamo is een stad in de Hidalgo County, in de Amerikaanse Texas. De stad ligt in het zuiden van de Hidalgo County en kende bij de volkstelling van 2000 zo'n 14.760 inwoners.
De stad is een bekende overwinteringsplaats; jaarlijks trekt dat zo'n 14.000 toeristen. Ook veel pelgrims komen naar Alamo vanwege de San Juan Kerk. De kerk is tot basiliek verklaard en trekt in bepaalde weekenden 18.000 personen.
De stad werd in 1924 officieel erkend als plaats en als stad. De plaatsnaam komt van het bedrijf waar omheen de plaats is ontstaan, de Alamo Land and Sugar Company.
De stad moet niet worden verward met het gebouw Alamo, een missiegebouw in San Antonio, het gebouw waarnaar de Slag om de Alamo werd genoemd. Die slag werd tijdens de Texaanse Revolutie uitgevochten. 